# Габуния, Никандр Варфоломеевич
Никандр Варфоломеевич Габуния — советский хозяйственный, государственный и политический деятель.

## Биография
Родился в 1907 году. Член КПСС с 1932 года.
С 1929 года — на хозяйственной, общественной и политической работе. В 1929—1951 гг. — на хозяйственной и партийной работе в Закавказской СФСР, 1-й секретарь Кировского районного комитета КП(б) Грузии, 1-й секретарь Потийского городского комитета КП(б) Грузии, 2-й секретарь Аджарского областного комитета КП(б) Грузии, 1-й секретарь районного комитета имени 26-ти комиссаров КП(б) Грузии, начальник Политического отдела Закавказской железной дороги, председатель Государственного комитета Совета Министров Грузинской ССР по использованию и охране водных ресурсов.
Избирался депутатом Верховного Совета Грузинской ССР 1-го и 2-го созывов.
Умер после 1967 года.
Делегат XVIII съезда ВКП(б).